# Propiocepción

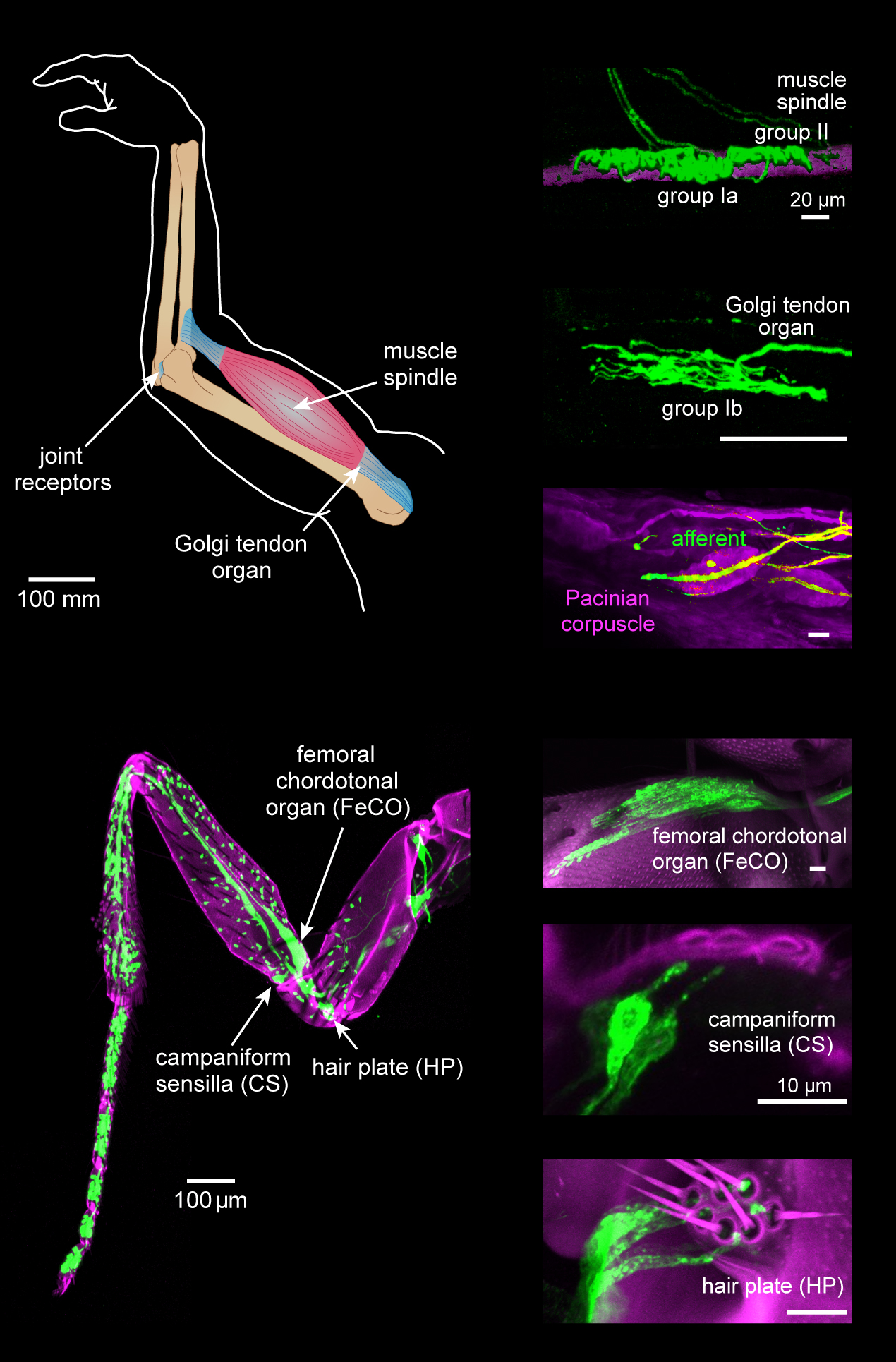
Propioceptores o propiorreceptores en mamíferos (arriba) e insectos (abajo)

La propiocepción, del latín "proprius" ("a uno mismo") y "-ception" ("per-cepción" o "re-cepción"), también llamada propriocepción, cinestesia o sexto sentido, es el sentido de la posición de nuestro cuerpo y el control neuromuscular del movimiento.
La propiocepción está mediada por propioceptores, neuronas mecanosensoriales ubicadas dentro de músculos, tendones y articulaciones. La mayoría de los animales poseen múltiples subtipos de propioceptores, que detectan distintos parámetros cinemáticos, como la posición, el movimiento y la carga de las articulaciones. Aunque todos los animales móviles poseen propioceptores, la estructura de los órganos sensoriales puede variar según la especie.
Las señales propioceptivas se transmiten al sistema nervioso central, donde se integran con información de otros sistemas sensoriales, como el sistema visual y el sistema vestibular, para crear una representación general de la posición, el movimiento y la aceleración del cuerpo. En muchos animales, la retroalimentación sensorial de los propioceptores es esencial para estabilizar la postura corporal y coordinar el movimiento corporal.
El sentido de posición puede ser estático, dando información de una parte del cuerpo con respecto a otra, o dinámico, dando información sobre la presencia y grado de movimiento de las articulaciones al cambiar de posición. Por otro lado, el control neuromuscular se refiere a la respuesta anticipada o inmediata de los músculos alrededor de una articulación, manteniendo así su congruencia articular. Es decir, el sistema nos ayuda a adaptarnos a nuestro entorno, donde ante posibles caídas o futuras lesiones, el sentido propioceptivo interpreta si es necesario reaccionar y responde inmediatamente activando otros grupos musculares.

## Fundamento
El sistema nervioso incluye a cualquier receptor sensorial o terminación nerviosa que aporta sensibilidad interna o propioceptiva del cuerpo. Los propioceptores están localizados en los músculos, articulaciones, tendones y en el aparato vestibular. Mediante su estimulación, podemos conocer la posición o la velocidad y aceleración ligada a los movimientos del cuerpo. Por consiguiente, los propioceptores se pueden considerar como un subsistema de interorreceptores, que además de los receptores vinculados al equilibrio y movimiento corporal, incluye a los receptores sensibles a la presión sanguínea o quimiorreceptores sensibles al pH, a la concentración de oxígeno y a la de dióxido de carbono. También son interorreceptores aquellos que nos permiten percibir la temperatura corporal, el dolor, el hambre, la sed, el llenado de la vejiga, o el deseo de defecar.
En sentido estricto, los propiorreceptores incluyen al sistema o aparato vestibular del oído (relacionado con la percepción del equilibrio y movimientos corporales) y el conjunto de receptores articulares y musculares (huso muscular, órgano tendinoso de Golgi, receptores articulares), que miden el estado de tensión y grado de estiramiento de los músculos, tendones y ligamentos. En otro sentido, los propioceptores son mecanorreceptores por cuanto se activan a consecuencia de la presión o tracción mecánicas.

## Sistema propioceptivo
Se denomina sistema propioceptivo al conjunto de receptores y nervios que componen la propiocepción.
El término correcto sería proprioceptivo pues deriva del latín proprius, que significa propio. Pero en la actualidad se ha impuesto el uso en la comunidad médica del término propioceptivo y este se considera válido.
A diferencia de los 5 sentidos de exterocepción (visión, gusto, olfato, tacto y audición) por los que percibimos el mundo exterior, la propiocepción es un sentido de interocepción por el que se tiene conciencia del estado interno del cuerpo.
El sistema propioceptivo consta de varios receptores sensoriales (propioceptores) ubicados en músculos, tendones y articulaciones que incluyen mecanorreceptores como los corpúsculos de Ruffini y Pacini , el órgano tendinoso de Golgi, el huso neuromuscular y las terminaciones nerviosas libres.
Los propioceptores situados en los músculos y tendones proporcionan información sobre el grado de contracción muscular, la tensión y la posición de las articulaciones. El oído interno nos permite conocer la orientación de la cabeza con relación al suelo.
La propiocepción es un proceso complejo en el que necesariamente hay información aferente, es decir, que va desde la periferia hasta el sistema nervioso central; lo que provoca una respuesta muscular eferente, desde el sistema nervioso central hacia la periferia. Hay dos niveles de propiocepción, el consciente o voluntario y el inconsciente o reflejo. El control neuromuscular pertenece al segundo.
- Propiocepción voluntaria: este tipo de propiocepción se comunica con el telencéfalo a través de la Vía dorsal-lemniscal medial.

- Propiocepción involuntaria: La propiocepción involuntaria se comunica con el cerebelo a través de los haces espinocerebelosos dorsal y ventral.

### Funcionamiento
Los propioceptores envían información a la médula espinal y al cerebro para su procesamiento. Cuando la información es procesada por el cerebro, este envía información a los músculos para modificar la tensión y elasticidad muscular para poder realizar el movimiento deseado.

### Mecanoreceptores
Las señales aferentes que inician el control neuromuscular se originan en los mecanorreceptores, órganos sensoriales ubicados en los ligamentos. Son receptores sensoriales que reaccionan a la presión mecánica. Los corpúsculos de Ruffini son terminaciones nerviosas que proporcionan información sobre la posición de las articulaciones.

### Reflejos
Los propioceptores pueden formar circuitos reflejos con neuronas motoras para proporcionar información rápida sobre la posición del cuerpo y las extremidades. Estos circuitos mecanosensoriales son importantes para mantener la postura y el equilibrio de manera flexible, especialmente durante la locomoción.

### Disfunción del sistema propioceptivo
La disfunción de este sistema se expresa en torpeza motriz: dificultad para mantener cabeza y cuerpo erguidos, realizar actividades coordinadas con las dos manos y manejar herramientas. También se observa falta de concentración, por inquietud postural, rigidez de tronco y ausencia de noción de peligro.

## Propioceptores

### Rama sensorial del nervio motor ocular

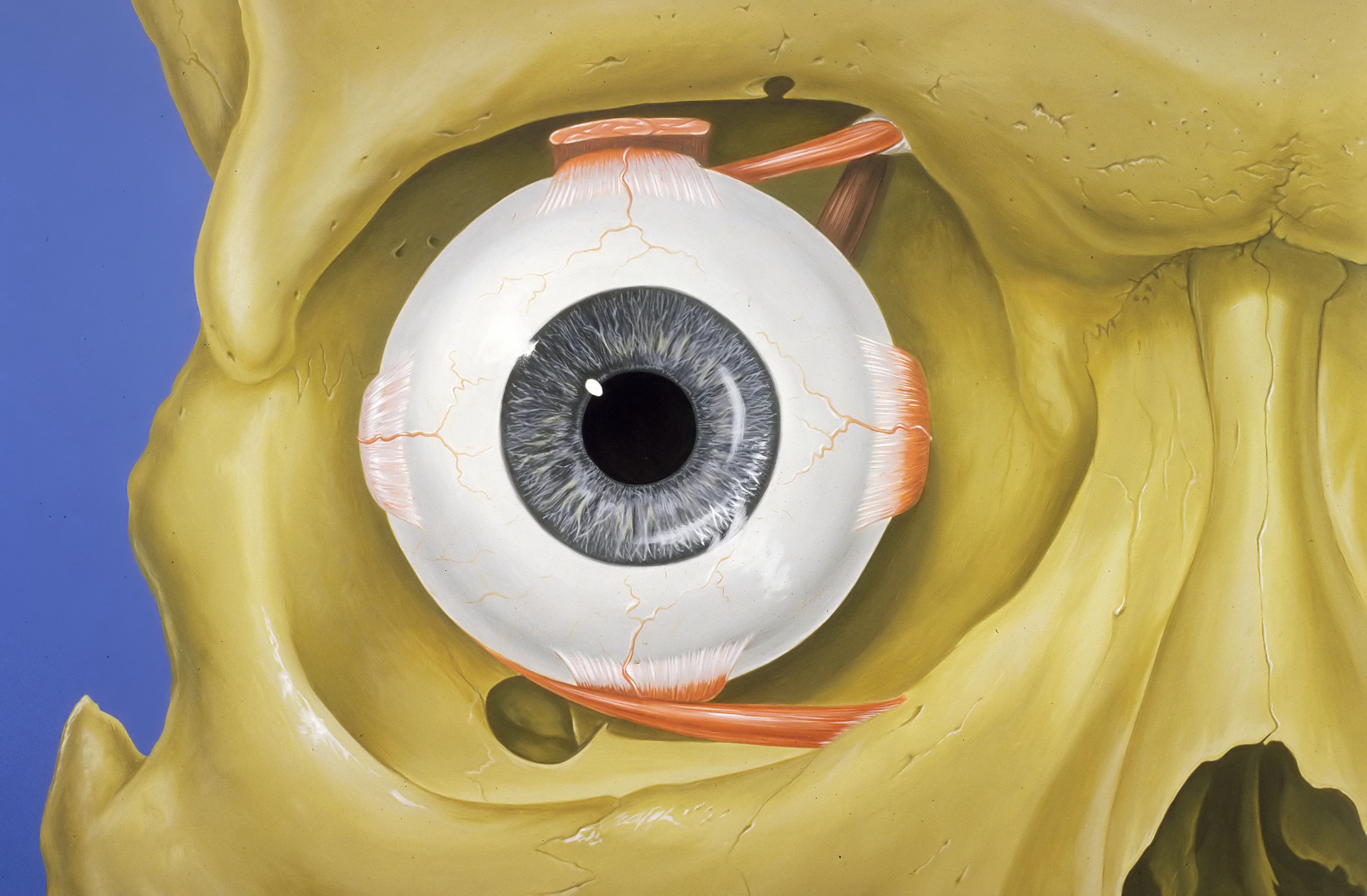
Imagen del ojo dentro de la órbita. Se observan los seis músculos que mueven el globo ocular.

Está formado por axones aferentes que transportan información desde los receptores al sistema nervioso central.
Los propioceptores se encuentran en los músculos extraoculares.
Estos axones informan la propiocepción, la percepción no visual del movimiento y la posición del cuerpo.

### Huso neuromuscular

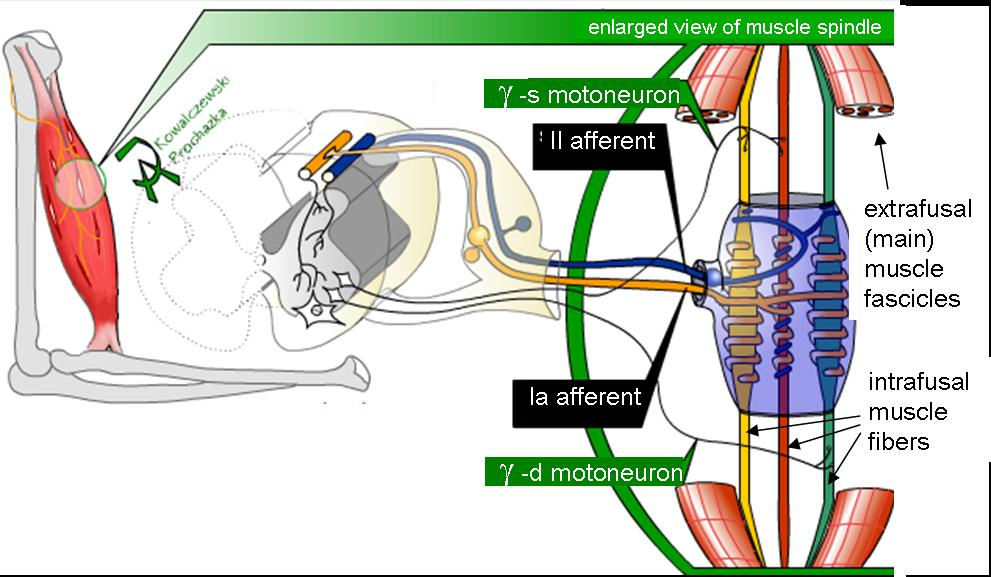
Huso neuromuscular

Está ubicado en el vientre de los músculos esqueléticos. Proporciona información sobre la longitud de los músculos y los cambios en la misma y participa en el reflejo de estiramiento. Envía información al sistema nervioso central (médula espinal, cerebelo y corteza cerebral), donde se utiliza para coordinar el movimiento.
Las fibras musculares intrafusales son muy pequeñas y carecen de filamentos de actina y miosina en su región central. En la zona central del huso existen dos tipos de terminaciones sensitivas: primarias (fibras de tipo Ia) y secundarias (tipo II). Las primarias se encuentran entre las neuronas más veloces en transmitir el impulso nervioso (hasta 120 m/s).
Los husos musculares envían impulsos nerviosos constantemente. El estiramiento del músculo aumenta la frecuencia y el acortamiento la reduce.

### Reflejo miotáctico o de estiramiento

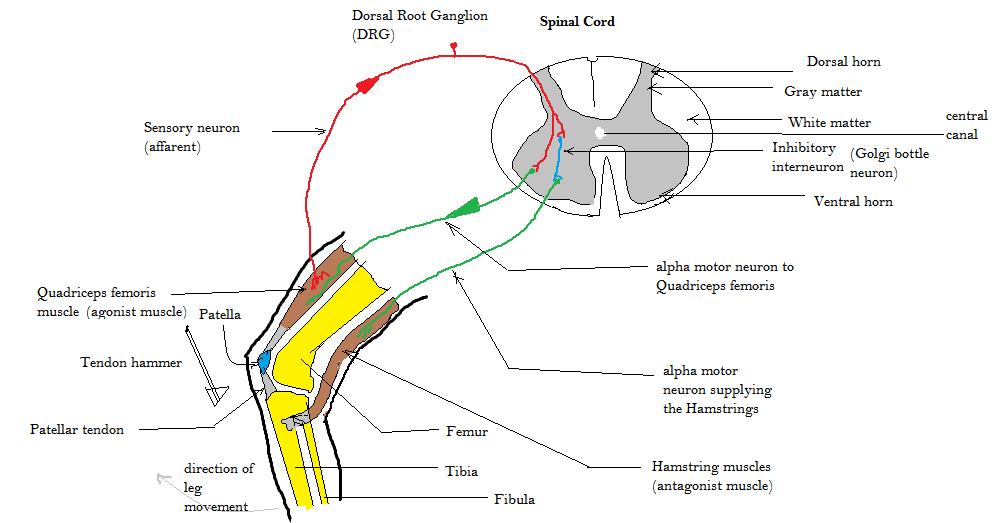
Reflejo rotuliano, ejemplo de reflejo miotático o de estiramiento

Consiste en la contracción refleja de las fibras musculares esqueléticas cuando un músculo sufre un estiramiento brusco. Una fibra nerviosa de tipo Ia, que parte del huso neuromuscular, entra en la médula espinal por la raíz posterior. En el asta anterior de la médula establece sinapsis con una motoneurona que transmite un impulso al músculo estirado en el menor tiempo posible.
Es un reflejo protector contra estiramientos excesivos o secos. Participa en el mantenimiento postural. Un ejemplo de reflejo miotático es el reflejo rotuliano.

### Órgano tendinoso de Golgi

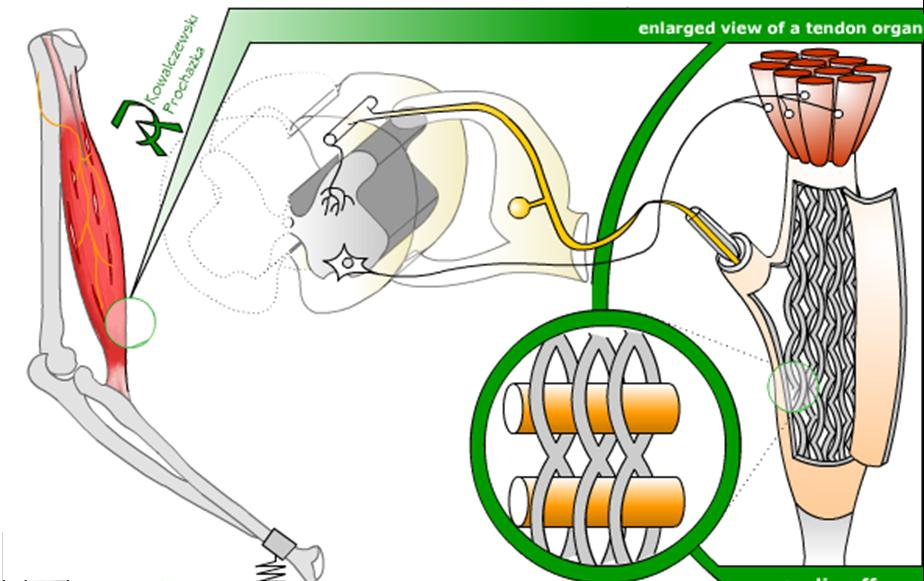
Órgano tendinoso de Golgi

Está ubicado en la unión entre el tendón y el músculo. Este órgano responde al aumento y disminución de la tensión muscular y no a la longitud del mismo. Presenta dos tipos de respuesta: dinámica (cuando el aumento de la tensión muscular es brusco) y estática (con un nivel constante de disparo).
El impulso nervioso procedente de este órgano sensitivo se transmite hasta la médula espinal por medio de fibras nerviosas de tipo Ib (de conducción rápida). Estas fibras conectan con la motoneurona anterior a través de una interneurona inhibidora, produciendo la inhibición del músculo afectado. Las fibras Ib también envían impulsos tanto al cerebelo (a través de los fascículos espinocerebelosos) como a la corteza cerebral.
Protegen los tendones y músculos del daño causado por una tensión excesiva. Cuando se activan, los músculos agonistas estirados se relajan y los músculos antagonistas se contraen.

### Receptores de la cápsula articular y ligamentos articulares

Cápsula articular

La carga que soportan estas estructuras en relación con la tensión muscular ejercida activa mecanorreceptores capaces de detectar la posición y el movimiento de la articulación involucrada.

## Sistema vestibular
El sistema vestibular responde a los movimientos del cuerpo a través del espacio y los cambios de posición de la cabeza. En conjunto con el sistema propioceptivo, mantiene el tono muscular, coordina automáticamente el movimiento de los ojos, cabeza y cuerpo, manteniendo un campo visual estable y es fundamental en la percepción del espacio y en orientación del cuerpo en relación con este. 

### Disfunción del sistema vestibular
La disfunción de este sistema se expresa en: tono muscular disminuido, deficiencias en el equilibrio, en la actividad motriz y en los movimientos automáticos. Aparecen también dificultades en el registro de la información visual, en el seguimiento visual de objetos en movimiento, en el cruce de línea media, en la convergencia, en la transcripción de la pizarra y al cuaderno y en la percepción visoespacial. Además se observa pobre integración bilateral, organización lateroespacial, coordinación derecha-izquierda y especialización hemisférica. También se observa hiperactividad y distractibilidad por falta de modulación e inestabilidad emocional.

## Relevancia clínica

### Deficiencia crónica
La propiocepción, un sentido vital para una coordinación corporal rápida y adecuada, puede perderse o verse afectada permanentemente como resultado de condiciones genéticas, enfermedades, infecciones virales y lesiones. Por ejemplo, los pacientes con hipermovilidad articular o síndromes de Ehlers-Danlos, afecciones genéticas que provocan un tejido conectivo débil en todo el cuerpo, tienen alteraciones crónicas de la propiocepción. Además, la propiocepción puede verse afectada de forma crónica en el envejecimiento fisiológico (presbipropria), el trastorno del espectro autista y la enfermedad de Parkinson. En lo que respecta a la enfermedad de Parkinson, aún no está claro si la disminución de la función motora relacionada con la propiocepción se debe a la alteración de los propioceptores en la periferia o a la señalización en la médula espinal o el cerebro.
En casos raros, las infecciones virales provocan una pérdida de propiocepción. Ian Waterman y Charles Freed son dos de esas personas que perdieron el sentido de propiocepción desde el cuello hacia abajo debido a supuestas infecciones virales (es decir, gripe gástrica y una rara infección viral). Después de perder el sentido de propiocepción, Ian y Charles podían mover la parte inferior de su cuerpo, pero no podían coordinar sus movimientos. Sin embargo, ambos individuos recuperaron cierto control de sus extremidades y su cuerpo planificando conscientemente sus movimientos y confiando únicamente en la retroalimentación visual. Curiosamente, ambos individuos todavía pueden sentir dolor y temperatura, lo que indica que perdieron específicamente la retroalimentación propioceptiva, pero no la retroalimentación táctil y nociceptiva. El impacto de la pérdida del sentido de propiocepción en la vida diaria queda perfectamente ilustrado cuando Ian Waterman afirmó: "¿Qué es un cerebro activo sin movilidad?".
La propiocepción también se pierde permanentemente en personas que pierden una extremidad o parte del cuerpo debido a una lesión o amputación. Después de la extirpación de una extremidad, las personas pueden tener una sensación confusa de la existencia de esa extremidad en su cuerpo, lo que se conoce como síndrome del miembro fantasma. Las sensaciones fantasmas pueden ocurrir como sensaciones propioceptivas pasivas de la presencia de la extremidad o sensaciones más activas como movimiento percibido, presión, dolor, picazón o temperatura. Existe una variedad de teorías sobre la etiología de las sensaciones y experiencias del miembro fantasma. Una de ellas implica el concepto de "memoria propioceptiva", que sostiene que el cerebro conserva una memoria de posiciones específicas de las extremidades y que después de la amputación hay un conflicto entre el sistema visual, que en realidad ve que falta la extremidad, y el sistema de memoria que recuerda la extremidad como parte funcional del cuerpo. Las sensaciones fantasma y el dolor fantasma también pueden ocurrir después de la extirpación de partes del cuerpo distintas de las extremidades, como después de una amputación del seno, la extracción de un diente (dolor de diente fantasma) o la extirpación de un ojo (síndrome del ojo fantasma).

### Deficiencia aguda
En ocasiones, la propiocepción se altera de forma espontánea, especialmente cuando uno está cansado. Se pueden sentir efectos similares durante el estado hipnagógico de conciencia, durante el inicio del sueño. El cuerpo puede sentirse demasiado grande o demasiado pequeño, o partes del cuerpo pueden sentirse distorsionadas en tamaño. A veces pueden ocurrir efectos similares durante la epilepsia o las auras de migraña. Se presume que estos efectos surgen de la estimulación anormal de la parte de la corteza parietal del cerebro involucrada en la integración de información de diferentes partes del cuerpo. También se pueden inducir ilusiones propioceptivas, como la ilusión de Pinocho.
También se sabe que se produce un deterioro temporal de la propiocepción por una sobredosis de vitamina B6 (piridoxina y piridoxamina). La mayor parte de la función deteriorada vuelve a la normalidad poco después de que la cantidad de vitamina en el cuerpo vuelve a un nivel que es más cercano al de la norma fisiológica. El deterioro también puede ser causado por factores citotóxicos como la quimioterapia.
Se ha propuesto que incluso el tinnitus común y los correspondientes intervalos de frecuencia auditiva enmascarados por los sonidos percibidos pueden causar información propioceptiva errónea en los centros de equilibrio y comprensión del cerebro, precipitando una leve confusión.
La pérdida temporal o el deterioro de la propiocepción pueden ocurrir periódicamente durante el crecimiento, principalmente durante la adolescencia. El crecimiento que también podría influir en esto serían grandes aumentos o caídas en el peso/tamaño corporal debido a fluctuaciones de grasa (liposucción, pérdida o ganancia rápida de grasa) y/o contenido muscular (culturismo, esteroides anabólicos, catabolismo/inanición).[cita requerida] También puede ocurrir en aquellos que ganan nuevos niveles de flexibilidad, estiramiento y contorsión. El hecho de que una extremidad se encuentre en un nuevo rango de movimiento nunca experimentado (o al menos, tal vez no durante mucho tiempo desde la juventud) puede alterar el sentido de ubicación de esa extremidad. Las posibles experiencias incluyen sentir repentinamente que faltan pies o piernas en la autoimagen mental; necesidad de mirar las extremidades para asegurarse de que todavía están allí; y caerse al caminar, especialmente cuando la atención se centra en algo más que el acto de caminar.

### Diagnóstico
La propiocepción deteriorada se puede diagnosticar mediante una serie de pruebas, cada una de las cuales se centra en un aspecto funcional diferente de la propiocepción.
El test de Romberg se utiliza a menudo para evaluar el equilibrio. El sujeto debe permanecer de pie con los pies juntos y los ojos cerrados sin apoyo durante 30 segundos. Si el sujeto pierde el equilibrio y cae, es un indicador de deterioro de la propiocepción.
Para evaluar la contribución de la propiocepción al control motor, un protocolo común es la coincidencia de posiciones articulares. Al paciente se le vendan los ojos mientras se mueve una articulación a un ángulo específico durante un período de tiempo determinado y luego se regresa a la posición neutral. Luego se le pide al sujeto que mueva la articulación nuevamente al ángulo especificado. Investigaciones recientes han demostrado que el dominio de la mano, la edad del participante, la coincidencia activa versus pasiva y el tiempo de presentación del ángulo pueden afectar el rendimiento en las tareas de coincidencia de posiciones articulares.[cita requerida]
Para la detección pasiva de los ángulos articulares, estudios recientes han encontrado que los experimentos para sondear los umbrales psicofísicos producen estimaciones más precisas de la discriminación propioceptiva que la tarea de coincidencia de la posición articular. En estos experimentos, el sujeto se agarra a un objeto (como un reposabrazos) que se mueve y se detiene en diferentes posiciones. El sujeto debe discriminar si una posición está más cerca del cuerpo que otra. A partir de las elecciones del sujeto, el evaluador puede determinar los umbrales de discriminación del sujeto.
Los agentes de policía estadounidenses prueban la propiocepción mediante pruebas de sobriedad de campo para detectar intoxicación por alcohol. Se requiere que el sujeto se toque la nariz con los ojos cerrados; las personas con propiocepción normal pueden cometer un error de no más de 20 mm (0,79 pulgadas)[cita requerida], mientras que las personas con propiocepción alterada (un síntoma de intoxicación por alcohol de moderada a grave) no superan esta prueba debido a la dificultad para ubicar sus extremidades en el espacio relativo a sus narices.

## Entrenamiento
La propiocepción es lo que permite que alguien aprenda a caminar en completa oscuridad sin perder el equilibrio. Durante el aprendizaje de cualquier habilidad, deporte o arte nuevo, suele ser necesario familiarizarse con algunas tareas propioceptivas específicas de esa actividad. Sin la integración adecuada de la información propioceptiva, un artista no sería capaz de aplicar pintura sobre un lienzo sin mirar la mano mientras mueve el pincel sobre el lienzo; sería imposible conducir un automóvil porque un automovilista no podría conducir ni utilizar los pedales mientras mira hacia la carretera; una persona no podía mecanografiar al tacto ni realizar ballet; y la gente ni siquiera podría caminar sin mirar dónde ponen los pies.[cita requerida]
Oliver Sacks informó sobre el caso de una mujer joven que perdió su propiocepción debido a una infección viral de su médula espinal. Al principio no podía moverse correctamente ni siquiera controlar su tono de voz (ya que la modulación de la voz es principalmente propioceptiva). Más tarde volvió a aprender usando la vista (observando sus pies) y el oído interno solo para moverse, mientras usaba el oído para juzgar la modulación de la voz. Con el tiempo adquirió movimientos rígidos y lentos y un habla casi normal, que se cree que es lo mejor posible en ausencia de este sentido. No podía juzgar el esfuerzo que implicaba recoger objetos y los agarraba dolorosamente para asegurarse de no dejarlos caer.
El sentido propioceptivo se puede agudizar mediante el estudio de muchas disciplinas. Los malabares entrenan el tiempo de reacción, la ubicación espacial y el movimiento eficiente.[cita requerida] Pararse sobre una tabla oscilante o una tabla de equilibrio a menudo se usa para volver a entrenar o aumentar las habilidades propioceptivas, particularmente como fisioterapia para lesiones de tobillo o rodilla. El Slackline es otro método para aumentar la propiocepción.
En disciplinas como el yoga, el Wing Chun y el taichí también se utilizan posturas como el pararse sobre una pierna y varios otros desafíos de posición del cuerpo. El sistema vestibular del oído interno, la visión y la propiocepción son los tres requisitos principales para el equilibrio. Además, existen dispositivos específicos diseñados para el entrenamiento de la propiocepción, como la pelota de ejercicios, que trabaja el equilibrio de los músculos abdominales y de la espalda.